# 中国科学院大气物理研究所

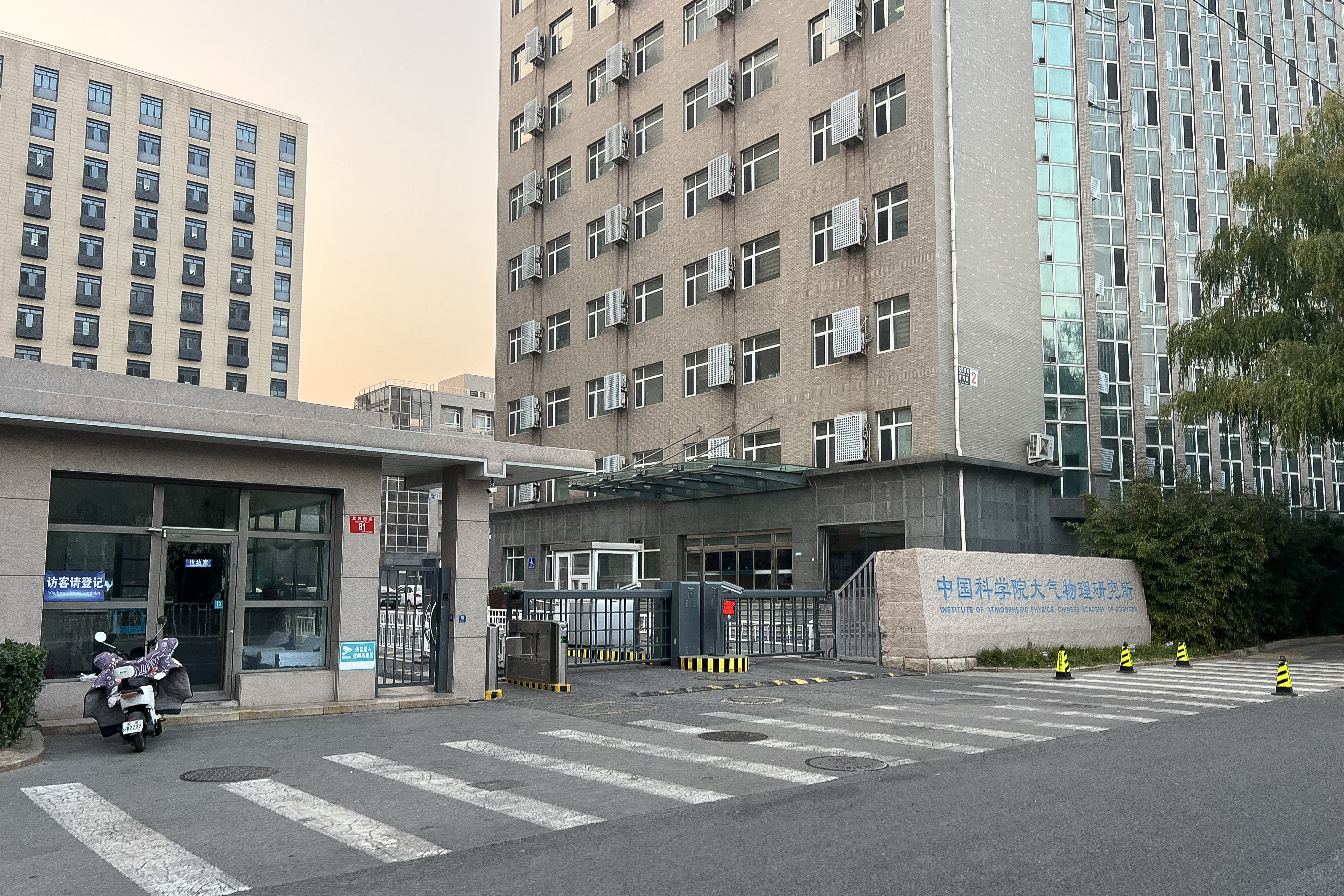
总部

中国科学院大气物理研究所（Institute of Atmospheric Physics，CAS）是中国科学院下属的一个以研究大气科学为主的研究所，常简称中科院大气所，位于北京市朝阳区北辰西路81号院。
大气所的前身是成立于1928年6月9日的原中央研究院气象研究所。气象所新成立时坐落于南京钦天山北极阁，第一任所长是竺可桢。它是中国现代史上第一个研究气象科学的最高学术机构，也是中国最早从事现代自然科学研究的八个研究所之一。1950年1月26日，中国科学院地球物理研究所在北京中关村成立，气象所被并入其中，赵九章为首任所长。新成立的地球物理研究所设四个研究组：天气组、物探组、地震组、地磁组，对外称地球物理和气象研究所（Institute of Geophysics and Meteorology），叶笃正任天气组组长。1966年，中国科学院决定气象研究室从地球物理所分出，成立大气物理研究所，下设五个研究室：雷电物理研究室，云物理研究室，中小尺度动力学研究室，大尺度大气动力学研究室和低纬度气象研究室。

## 历任所长
- 竺可桢 （1928年－1936年）
- 赵九章 （1950年－1966年）
- 顾震潮 （1973年－1976年）
- 叶笃正 （1978年－1981年）
- 陶诗言 （1981年－1984年）
- 曾庆存 （1984年－1993年）
- 洪钟祥 （1993年－1997年）
- 王明星 （1997年－2001年）
- 王会军 （2001年－2014年）
- 朱　江 （2014年－2019年）[3]
- 曹军骥（2020年－）